# Bambi-Verleihung 1970
Die 21. Bambi-Verleihung fand am 18. Februar 1970 im Deutschen Museum in München statt. Die Preise beziehen sich auf das Jahr 1969.

## Die Verleihung
1970 gab es eine weitere Revolution in der Geschichte des Bambi: Bis 1967 ging es beim Bambi ausschließlich um Filme, 1968 und 1969 war es ein Filmpreis mit ein paar Fernsehkategorien. Dieses Mal gab es keine Filmpreise mehr, der Bambi war ein reiner Fernsehpreis geworden. Doch das kümmerte die Kommentatoren wenig. Die Diskussionen fragten sich mehr, ob man dem amtierenden Bundespräsidenten Gustav Heinemann einen Preis wie den Bambi verleihen dürfe. Für seine Teilnahme an der Fernsehserie Familie Mack verändert sich und an einer Fernsehdiskussion habe er, so die Jury um Helmut Markwort, „einen BAMBI für kongeniale Erfassung des Mediums Fernsehen“ verdient. Dafür gab es den Vorwurf, den Bundespräsidenten als „Reklamefigur“ für die eigenen Magazine zu missbrauchen.

## Preisträger
Aufbauend auf der Bambidatenbank.

### Beliebteste ausländische Serie
Henry Darrow, Linda Cristal, Leif Erickson, Cameron Mitchell und Mark Slade für High Chaparral
Paul Klinger für Lieber Onkel Bill
Lee Majors für Big Valley

### Beliebteste deutsche Serie
Reinhard Glemnitz, Erik Ode, Günther Schramm und Fritz Wepper für Der Kommissar
Claus Wilcke und Horst Keitel für Percy Stuart
Beppo Brem und Maxl Graf für Die seltsamen Methoden des Franz Josef Wanninger

### Beliebteste Fernsehschauspielerin
Inge Meysel
Monika Peitsch
Cornelia Froboess

### Beliebtester Fernsehschauspieler
Joachim Fuchsberger
Gustav Knuth

### Beliebtester Showstar
Peter Alexander
Heinz Schenk
Rudi Carrell

### Beliebtester Sportreporter
Wim Thoelke
Harry Valérien
Ernst Huberty

### Beste Auslandsberichterstattung
Gerd Ruge für seine Berichterstattung aus den USA

### Beste Fernsehregie
Franz Peter Wirth für Al Capone im deutschen Wald

### Beste Fernsehserie
Jacques-Yves Cousteau für Geheimnisse des Meeres

### Sonderbambi
Gustav Heinemann